# Европейские ценности

Флаг Европейского союза. Для государств-членов ЕС европейские ценности являются общими.

Европе́йские це́нности — совокупность максим, основных принципов обустройства семьи, общества и государства, политико-экономических, правовых, культурных, этических и ряда других норм, объединяющая значимое большинство жителей Европы и служащая основой их идентичности.
Идеология, основанная на этих ценностях, называется европеи́зм. Несмотря на то, что наличие европейских ценностей считается фундаментальной базой Европейского Союза и основанием для европейской интеграции, этот критерий не является юридически закрепленным.

## История
Формирование общей системы европейских ценностей прошло в своём развитии несколько важных этапов. Как отмечает доктор исторических наук, профессор Факультета мировой экономики и мировой политики ВШЭ Юрий Рубинский, эта система «напоминает не монолитный обелиск, а, скорее, пирамиду, сложенную веками из разных строительных материалов».
Истоки европейских ценностей эксперты отслеживают с античных времён — прежде всего афинской демократии и Древнего Рима. Решающими вехами в их исторической эволюции стали эпохи Ренессанса, Просвещения и Реформации. Сегодняшняя система европейских ценностей базируется на впервые сформулированных Великой французской революцией 1789 года принципах — «свобода, равенство, братство» (сейчас бы сказали «солидарность»). В частности, это подразумевало личные и гражданские свободы, демократию, равенство граждан перед законом, равное налогообложение, привязку государства к конституции.
Как следствие дальнейшего поступательного развития системы европейских ценностей, на рубеже XX века европейская цивилизация достигла апогея своего расцвета и могущества, столкнувшись, однако, с новыми вызовами в лице социализма и национализма, дошедших до своих крайних форм — сталинизма и фашизма. Две мировые войны стали источниками межцивилизационных расколов и создали почву появления и господства в Европе тоталитаризма, несовместимого с традиционной системой европейских ценностей.
Вторая Мировая война и деколонизация привели к тому, что наиболее сильными геополитическими центрами стали две своеобразные ветви европейской цивилизации — Советский Союз и США. Европа оказалась между двумя этими общественными системами с разными системами ценностей, мир стал биполярным. Как следствие, послевоенная Европа вынужденно осмыслила снизившееся значение своей геополитической роли, ощутив потребность сперва в экономическом, а затем и в политическом объединении путём крушения «железного занавеса» и формирования собственной системы ценностей, которая получила впоследствии общее название европейские ценности. На них и был основан Европейский союз.
Директор Института политической социологии, член политсовета партии «Правое дело» Вячеслав Смирнов датирует возникновение европейских ценностей как целостной концепции серединой 1960-х годов. «Раньше не было никаких „европейских ценностей“. Были христианские католические и христианские реформаторские и протестантские ценности», — рассказал он на радио «Свобода». Однако, филолог и журналист Сергей Доренко, напоминает, что по состоянию на начало XX века среди европейских ценностей были, например, восьмичасовой рабочий день, избирательное право для женщин, метрическая система мер, григорианский календарь — именно это принесла в Россию Октябрьская революция 1917 года.

## Перечень
Единого канонического, то есть признанного экспертным сообществом, списка европейских ценностей нет, хотя они и закреплены как сущность в принятой Советом Европы Европейской конвенции о защите прав человека и основных свобод. Советник генерального секретаря Совета Европы Александр Гессель, тем не менее, убеждён, что, когда заходит речь о европейских ценностях, все понимают друг друга, хотя каждый и вкладывает своё ви́дение предмета.
Глава Европейской академии (Берлин) профессор Эхарт Штратеншульте подчёркивает, что ЕС является сообществом европейских ценностей. В статье 2 Договора о Евросоюзе после внесения изменений, предусмотренных Лиссабонским договором, это сформулировано следующим образом:

Статья 2. Ценности Союза.
Ценностями, на которых основан Союз, являются уважение человеческого достоинства, свободы, демократии, равенства, верховенства закона и уважения прав человека, включая права лиц, принадлежащих к меньшинствам. Эти ценности являются общими для совокупности государств-членов, которые характеризуются плюрализмом, недискриминацией, терпимостью, справедливостью, солидарностью и равенством между женщинами и мужчинами.

В преамбуле Хартии Евросоюза по правам человека эти ценности-принципы изложены так: принцип уважения человеческого достоинства, принцип обеспечения прав и свобод человека и гражданина, принцип равенства, принцип солидарности, принцип демократии и принцип правового государства. Подчёркивается, что они основаны на духовном, нравственном и историческом наследии народов Европы.
Большинство сторонников концепции европейских ценностей в настоящее время относят к ним следующее:
- общность исторической судьбы и наследия народов Европы и, шире, Запада;
- право наций на самоопределение;
- парламентаризм, демократическое устройство государства и общества, включающее особое внимание к соблюдению прав меньшинств, их поддержка;
- верховенство права, правовую культуру;
- рыночную экономику, базирующуюся на частной собственности;
- социальную справедливость, опирающуюся на социальное партнёрство;
- приоритет прав человека, суверенитета личности над государственным суверенитетом, либеральный индивидуализм;
- светскость общества и культуры, во многом основанную, однако, на христианском наследии;
- толерантность и мультикультурализм.

Существуют и «автономные» системы взглядов на предмет. Так, старший исследователь Центра европейских политических исследований (Брюссель), бывший посол Европейской комиссии в России, профессор Майкл Эмерсон признаёт, что в официальных документах Евросоюза и Совета Европы ценности определены лишь частично, и предлагает руководствоваться собственным списком «десяти европейских заповедей»:
- Демократия и права человека;
- Четыре свободы — общий рынок, свободное передвижение, обитание и занятость граждан;
- Социальное партнёрство;
- Многонациональность, отрицание национализма;
- Светский мультикультурализм;
- Антитоталитаризм и антимилитаризм, но без пацифизма;
- Многовекторность внешней и внутренней политики;
- Трёхъярусное управление — наднациональный, национальный и региональный уровни;
- Открытость для всех европейских демократий;
- Постоянные изменения, эволюция границ Евросоюза.

## Оценки

### Положительные

#### В странах бывшего СССР
Председатель правления Литовской лиги геев Владимир Симонко уверен, что процесс легализации однополых союзов является «очевидной европейской тенденцией».
Говоря о интерпретации и понимании европейских ценностей в России, президент Грузии Михаил Саакашвили заявил, что Россия сама раздувает проблему продвижения прав секс-меньшинств, стремясь охватить республики бывшего СССР сетями своей пропаганды против европейских ценностей, таким образом поддержав их.
Вице-президент Института Горшенина Алексей Лещенко, резюмируя итоги одного из исследований, проводимым Киевским институтом проблем управления имени Горшенина по вопросу об отношении украинцев к европейским ценностям, отмечал, что «со стороны наших респондентов [жителей Украины] мы не видели какого-либо отторжения. Наоборот, все говорили, что именно на этих ценностях строится успешное общество. Они лежат в основе благополучия нации.».

#### В России
Российский политолог и исполнительный директор Ассоциации за демократию через участие «ADEPT» Игорь Боцан отмечает, что европейские ценности являются одним из тех факторов, которые делают Европейский союз привлекательным в XXI веке.
Советский и российский историк и политолог Юрий Ильич Рубинский, отвечая на вопрос о том, что для него есть европейские ценности, ответил следующее:

Уважение к праву, закону. Осознание того факта, что соблюдение закона выгодно во всех отношениях — и материально, и морально.

Он также заявил, что такая ценность, как «свобода», занимает первое место. Рассуждая о толерантности и толерантном отношении Европы к представителям ЛГБТ-сообщества, Рубинский также отмечал, что «…европейская цивилизация в целом — это в первую очередь признание правовой основы взаимоотношения людей. Ну и конечно уважение к меньшинствам, понимание, что демократия — это не только воля большинства.».
В контексте европейских ценностей российская правозащитница Людмила Алексеева заявляла следующее:

Россия — европейская страна. По географии, по культуре, по религии, по истории. Поэтому мы обязательно станем демократической страной и правовым государством. Мы войдем в семью европейских народов, потому что мы европейская страна. Я верю в это всем своим сердцем.

Заведующий сектором исследования личности Института социологии РАН и заведующий лабораторией сравнительных исследований массового сознания Высшей школы экономики Владимир Магун, рассуждая о европейских ценностях в контексте экономики, проводил сравнение между Россией и западноевропейскими и скандинавскими странами, говоря о том, что «мы [Россия] пока менее экономически развиты по сравнению с более продвинутыми странами и сильно отстаем от некоторых из них по уровню ВВП на душу населения… Западноевропейские и скандинавские страны в этой сфере в ряде аспектов выполняют для нас роль ориентира».

#### В США
Эксперты указывают, что основные принципы рыночной экономики и демократии остаются для ЕС и США общими, однако практикуемое последними, в ходе борьбы против международного терроризма, ограничение гражданских прав и нарушения прав человека вызывают у европейцев неприятие. Таким образом, в контексте понимания ценностей у ЕС и США имеются незначительные расхождения, однако и они вызваны скорее рядом аспектов во внешней политике США, чем проблемами в понимании, интерпретации и реализации европейских ценностей.
Напротив, отстаивание концепции многополярного мира как ценности объективно сближает Европу с достаточно влиятельными странами «третьего мира» — что имеет и исторические предпосылки, ведь многие из них являются бывшими колониями европейцев.

### Критические

#### В странах бывшего СССР
В 2013 году Филарет, бывший в то время предстоятелем неканонической Украинской православной церкви Киевского патриархата, находящийся в затяжном конфликте с Русской православной церковью и выступающий за сближение Украины с Евросоюзом, тем не менее заявлял, что не приемлет «экзотические», по его мнению, европейские ценности, в частности выступая против легализации однополых браков.
Председатель Демократической партии Армении Арам Саркисян видит опасность с противоположной стороны, обвиняет Евросоюз в «тоталитарной пропаганде» европейских ценностей и призывает не принимать те из них, которые идут вразрез с национальными интересами, включая пропаганду прав секс-меньшинств. С ним солидарен вице-президент Академии социальных и национальных отношений Грузии, доктор политических наук Александр Чачия.
Президент Азербайджана Ильхам Алиев отмечает, что кризис, который переживает Европа, это — кризис нравственный. Именно поэтому азербайджанскую молодежь следуют защитить от влияния так называемых ценностей Запада, которые не присущи кавказской республике.
Доктор философских наук, профессор, завкафедрой Центра гуманитарного образования Национальной академии наук Украины Владимир Кизима резко критикует основы ювенальной юстиции, которая широко распространена в ЕС, особенно в скандинавских странах.

#### В России
В рамках современных взаимоотношений России и Европейского союза можно отметить наличие противоречий в ряде аспектов в контексте европейских ценностей.
В частности, российские эксперты отмечают следующие тенденции, которые реализуются на практике в ряде государств-членов Европейского союза и отличаются от ценностей, принятых в России:
- либерализация подхода к пониманию семейных ценностей,
- толерантное отношение к ЛГБТ-сообществу и меньшинствам в целом,
- декриминализация так называемых «лёгких наркотиков».

Причем французский политик Анри Малосси заявляет следующее:

Наиболее противоречивые примеры, которые часто приводятся как проявления европейских ценностей: однополые браки, использование терминов «родитель 1» и «родитель 2» вместо «отец» и «мать», защита прав сексуальных меньшинств, легализация легких наркотиков. В отношении к сексуальным меньшинствам многие видят пропасть между европейским и русским менталитетом. Но, во‑первых, ни одно из этих понятий не определяется Соглашением о ЕС как «европейская ценность». Хартия основополагающих прав говорит о принципе терпимости и уважения к меньшинствам. Но из этого принципа ни в коем случае не выводится то или иное решение по вопросу однополых браков или усыновления однополыми семьями.

Именно в контексте данных различий российские эксперты придерживаются, в основном критических точек зрения в отношении европейских ценностях.
Глава Комитета Государственной Думы России по международным делам, кандидат исторических наук, телеаналитик Алексей Пушков рассказывает:

Я специально обсуждал с коллегами в ПАСЕ — являются ли однополые браки уже европейской ценностью или ещё нет. Нам сказали, что ещё не ценность, но судя по тому, как дела продвигаются, то это может превратиться в ценность. И тогда нам скажут: а как у вас с этими ценностями?

Так, немецкий журналист Александр Рар замечает, что включение России в состав Европы «слишком дорого и трудно» и, что в случае если это произойдет, то приведет к «слишком большой неразберихе».
Профессор МГИМО, член Совета при президенте РФ по содействию развитию институтов гражданского общества и правам человека Алексей Подберёзкин отмечает, что Россия остается страной со своей уникальной цивилизационной спецификой.
Председатель комитета Совета Федерации по международным делам Михаил Маргелов видит выход в необходимости «приспособления европейских ценностей» к условиям всех стран Европы без исключений.
Тем временем, идя навстречу зарубежному евроинтеграционному процессу, Россия приступила к созданию основанного на особых евразийских ценностях и порой имеющего идеологическую подпитку в антизападничестве Евразийского союза, который может рассматриваться как конкурирующий с ЕС.

## Спорные точки зрения и оценки

### Мнения о внутренних сложностях и противоречиях

#### Мультикультурализм и ислам
В контексте взаимосвязи мультикультурализма и ислама с европейскими ценностями существуют разные точки зрения.
Говоря о проблеме ислама в Европе, также следует упомянуть ряд конфликтов, произошедших на религиозной почве в Европе в конце XX — начале XXI века:
- Фетва о казни Салмана Рушди за сочинение романа «Сатанинские стихи»[33]
- Запрет на строительство минаретов в Швейцарии[34]
- Протесты против публикации антиисламских карикатур в датской печати[35]
- Законодательные запреты уличного намаза, публичного ношения хиджаба и паранджи в странах Западной Европы[36][37]
- Протесты против рекламной кампании Swiss International Air Lines «Крест это козырь», обыгрывающей флаг Швейцарии[38]
- Протесты против изъятия креста с эмблемы футбольного клуба «Реал Мадрид»[38]

В статье литературного журнала «The Hudson Review» Брюс Бавер пишет о том, что он видит, как развивается отвращение к идее и политике мультикультурализма в Европе, особенно в Нидерландах, Дании, Великобритании, Норвегии, Швеции, Австрии, Германии и России.
Декан факультета мировой экономики и мировой политики НИУ ВШЭ Сергей Караганов предостерегает от «наступления исламского радикализма на европейские ценности». Политолог отмечает как основной просчёт тот факт, что европейцы позволили у себя оформиться политическому исламу.
Заместитель председателя Правительства России Дмитрий Рогозин указывает, что «мультикультурализм стал левацкой реакцией послевоенной Европы на крах фашизма» и представляет собой «другую крайность». Ожидалось, что толерантная среда снимет конфликты и поможет адаптации иммигрантов-мусульман, но произошло обратное.
Рассуждая о подобного рода конфликтах, французский политолог-исламовед Оливье Руа отмечает, что они [конфликты] приводят к исламофобии.
Однако, по мнению члена партии «Альтернативы для Германии», депутата парламента Берлина Гуннара Линдеманна, интеграция мигрантов в немецкое общество практически невозможна. Политик, говорит о том, что, в частности, в вопросах трудоустройства у мигрантов возникают проблемы не от отсутствия толерантного отношения к ним, а из-за отсутствия у них должных знаний и квалификации. Таким образом, мигранты и беженцы не желают и не видят смысла в ресоциализации и адаптации к обществу, в которое попали и его ценностям.
Согласно докладам Федерального ведомства уголовной полиции Германии, именно с этим связана проблема преступности среди мигрантов. В своём докладе за 2019 год ведомство отмечало, что мигранты — самая представленная группа населения в криминальной статистике по организованной преступности.

#### Историко-культурная самобытность

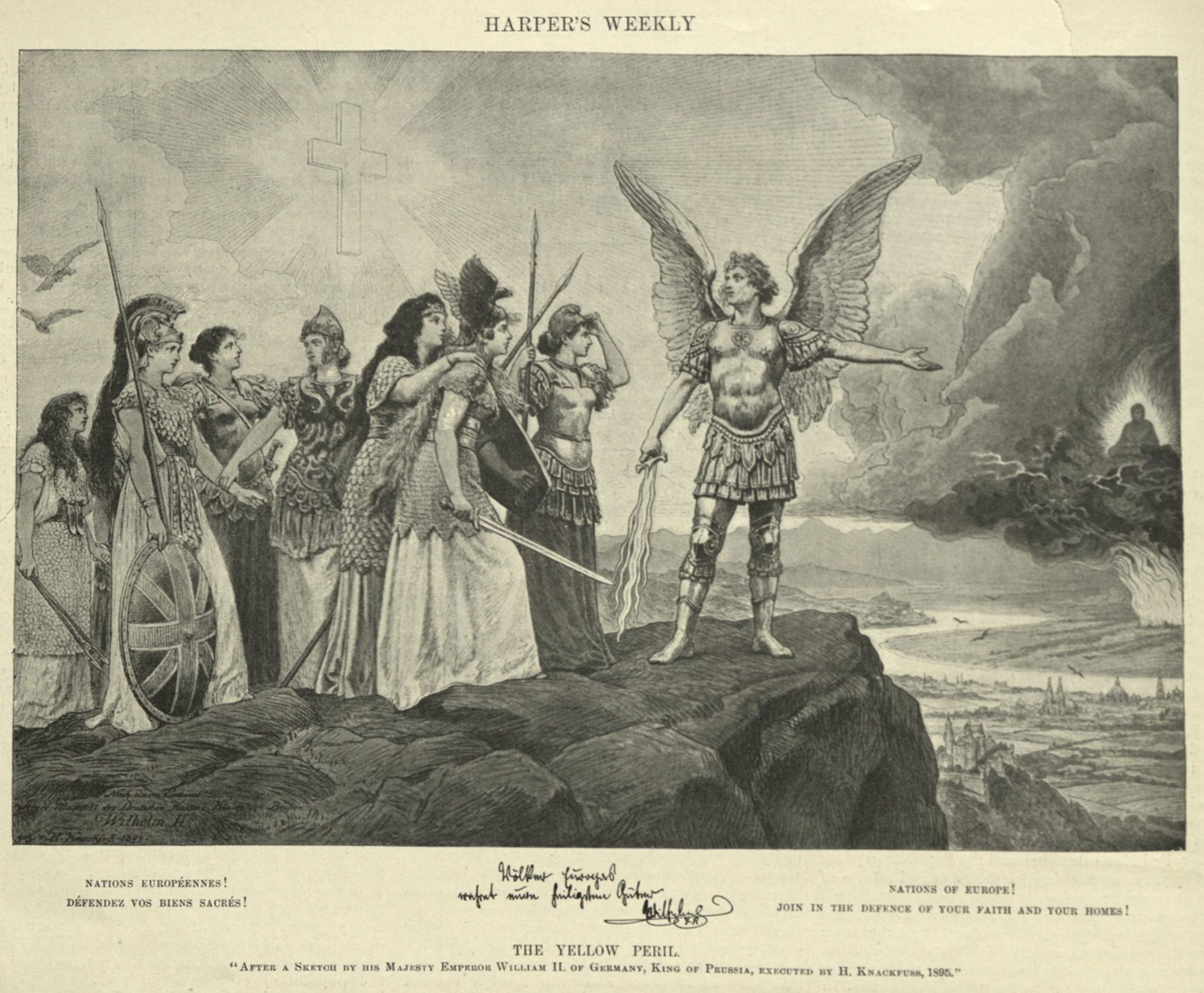
Народы Европы, охраняйте свои священные блага. Рисунок Германа Кнакфуса по эскизу кайзера Вильгельма II, 1895. Гравюра, предупреждающая об «азиатской угрозе»

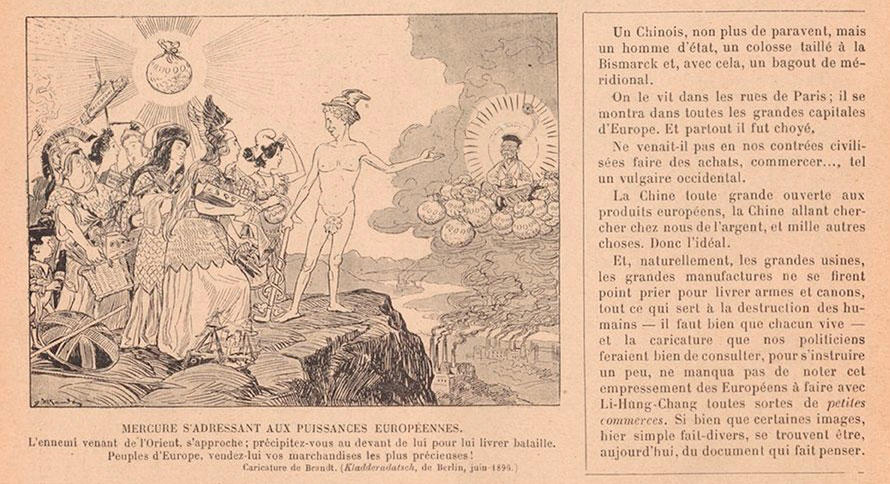
Меркурий обращается к европейским державам. Кладдерадатч, Берлин, июнь 1895 года. Художник: Брандт

В контексте взаимосвязи историко-культурной самобытностью народов Европы с европейскими ценностями существуют разные точки зрения.
Так, по результатам опросов Евробарометра, привязанность к национальному государству ощущают 92 % жителей Европейского союза. Национальная самоидентификация является первостепенной для европейцев. В научном дискурсе обсуждается феномен идентичности европейцев в контексте теорий неофункционализма и совпадения элементов европейской и другой идентичности, что говорит об их европеизации и взаимосвязанности. Они дополняют друг друга и уже не могут рассматриваться отдельно. Томас Риссе называет их «переплетенными» и представляет в виде «мраморного пирога». Следовательно, общеевропейская идентичность, как и некоторые другие, не является самостоятельной. Она неразрывно связана с процессом интеграции европейских стран. Из анализа литературы следует, что граждане, ассоциирующие себя с Европой, более склонны поддерживать интеграцию. По мнению немецкого социолога Никласа Лумана, формирование европейской идентичности и ее взаимосвязь с национальной следует рассматривать в рамках процессов интеграции.
С целью привлечения внимания к культурному развитию европейских городов с 1985 года ежегодно один или более городов Европы объявляются культурной столицей Европы.
Вместе с тем, ряд экспертов указывают на развитие сепаратистских настроений и движений в Европе, которые в контексте отрицательных оценок европейских ценностей в рамках сохранения историко-культурной самобытности народов ЕС, эксплуатируют неразрешимое противоречие между декларируемым правом наций на самоопределение и принципом территориальной целостности государств и нерушимости их границ.
Современный мировой политический процесс развивается в тесном соотношении и взаимодействии тенденций интернационализации, глобализации и международной интеграции. Данный подход применяется и к вопросу об историко-культурной самобытности стран-членов Европейского союза.

#### «Неграждане» в Латвии и Эстонии
Ряд экспертов и правозащитников считает существование «неграждан» в Латвии и Эстонии противоречащим принципу равноправия. В частности, делается особый акцент на разницу в статусе и правах между гражданами и негражданами.
Так, в Эстонии, по мнению авторов «Справочника российского соотечественника», накладывается несколько десятков дискриминационных ограничений на неграждан этой страны. Например:
- Получив гражданство, неграждане Эстонии, как и другие натурализованные граждане, лишены возможности иметь второе гражданство[54][55]. Для граждан Эстонии по праву рождения такая возможность существует вследствие наличия в эстонской Конституции запрета на лишение родного гражданства.
- Неграждане ограничены в возможности безвизового въезда в ряд государств, которые имеют соглашения с Эстонией о безвизовом режиме (но могут свободно передвигаться по странам Шенгенского соглашения с некоторыми временными ограничениями).
- Проживающие в Эстонии на основании временного вида на жительство неграждане обязаны регистрироваться в случае выезда из ЭР на срок свыше 183 дней. В случае если они не зарегистрируются — их вид на жительство аннулируется[56].

Также, на 2013 год Латвийский комитет по правам человека насчитал 80 различий между правами граждан и неграждан Латвии. Например, неграждане не имеют избирательных прав (в отличие от сходной группы неграждан Эстонии, также и на выборах самоуправлений), хотя могут состоять в латвийских партиях и делать им пожертвования. Ограничены они также в профессиональной деятельности: не могут служить в армии, правоохранительных органах, охране тюрем, работать чиновниками, адвокатами, нотариусами, фармацевтами, работниками Службы государственных доходов, и ЗАГСов и др. Также существуют ограничения в социальных и экономических правах: в приобретении недвижимости, в подсчёте пенсионного стажа, в праве ношения оружия, в выезде без виз в ряд стран (до января 2007 года — в том числе в большинство стран Европейского союза, Норвегию и Исландию).

#### Положение цыган
Эксперты отмечают проблему антицыганизма в Европейском союзе, в том числе на уровне государственных властей. Наиболее известной стала массовая акция правительства Франции по депортации румынских цыган в 2010 году. Еврокомиссия выступила с резким осуждением действий властей Франции по высылке цыган, добавляя, что это нарушает законодательство Евросоюза. Еврокомиссар по вопросам юстиции и правам европейских граждан заявила, что если Франция не прекратит эти действия, к ней могут быть применены самые разнообразные санкции. Представитель Николя Саркози во время визита в Бухарест сообщил журналистам, что о приостановлении депортаций не может быть и речи, и назвал такие обвинения диктатом, которому правительство Франции не собирается подчиняться. Также, согласно его мнению, в этом вопросе Еврокомиссия превысила свои полномочия. В 2011 году Европейский комитет по социальным правам усмотрел в действиях правительства Франции нарушение статей 19, 31 и «Е» Европейской социальной хартии.
Степень негативного отношения к цыганам варьируется по разным странам Европы:
| Негативное отношение к цыганам, 2019 | Негативное отношение к цыганам, 2019 | Негативное отношение к цыганам, 2019 | Негативное отношение к цыганам, 2019 | Негативное отношение к цыганам, 2019 |
| Страна                               |                                      |                                      | Доля                                 |                                      |
| ------------------------------------ | ------------------------------------ | ------------------------------------ | ------------------------------------ | ------------------------------------ |
| Италия                               |                                      |                                      | 83 %                                 |                                      |
| Словакия                             |                                      |                                      | 76 %                                 |                                      |
| Греция                               |                                      |                                      | 72 %                                 |                                      |
| Болгария                             |                                      |                                      | 68 %                                 |                                      |
| Чехия                                |                                      |                                      | 66 %                                 |                                      |
| Литва                                |                                      |                                      | 61 %                                 |                                      |
| Венгрия                              |                                      |                                      | 61 %                                 |                                      |
| Украина                              |                                      |                                      | 54 %                                 |                                      |
| Россия                               |                                      |                                      | 52 %                                 |                                      |
| Польша                               |                                      |                                      | 51 %                                 |                                      |
| Франция                              |                                      |                                      | 44 %                                 |                                      |
| Испания                              |                                      |                                      | 40 %                                 |                                      |
| Германия                             |                                      |                                      | 37 %                                 |                                      |

#### Вопрос о независимости Каталонии
Реакция властей Испании на референдум о независимости Каталонии (2017) вызвала широкую критику. Последовавший суд над лидерами каталонского движения за независимость, приговоривший девятерых из них к тюремному заключению на сроки от 9 до 13 лет, также вызвал широкую критику: некоторые правозащитные организации, такие как Международная ассоциация юристов-демократов, назвала обвиняемых политическими заключёнными, тогда как Amnesty International требовала их освобождения, не прибегая к таким резким формулировкам. Осужденные были помилованы в 2021 году.

### Со стороны церкви

Доля верующих в Бога по странам ЕС (2005)

В ходе подготовки основополагающих документов Евросоюза в начале XXI века выявилась существенная разница во взглядах на европейские ценности, а именно — считать ли одной из них христианское наследие Европы и фиксировать ли значимость последнего явно, либо обойтись без этого, проявив толерантность в интересах представителей иных конфессий и атеистов.
Папа Пий XII поддержал создание Европейского сообщества как «историческую миссию христианской Европы». Первый федеральный президент ФРГ Теодор Хойс заявлял, что Европа покоится на трёх холмах — на Акрополе, который дал ей ценности свободы, философии и демократии, на Капитолии, давшем римское право и общественное устройство, и на Голгофе, то есть на христианстве. Да и сами отцы-основатели Евросоюза были глубоко верующими людьми — таковы были, например, министр иностранных дел Франции Робер Шуман, канцлер ФРГ Конрад Аденауэр, министр иностранных дел Италии Альчиде де Гаспери.
Поэтому с точки зрения христианских церквей Европы было естественным, не посягая на светский характер власти объединявшейся Европы, ожидать фиксации в её основополагающих документах роли христианства как одной из европейских ценностей, признания особого статуса церквей и формализации своего будущего взаимодействия с ЕС.
Так, в 2002 году в совместном письме президенту Конвента (рабочего органа по разработке конституции ЕС) Валери Жискар д’Эстену от Комиссии епископских конференций европейских сообществ (КОМЕСЕ) и ряда других церковных организаций подчёркивалось, что исключение из конституции ссылок на религию, церкви или религиозные сообщества «создаст ситуацию опустошённости, принимая во внимание их [церквей] огромную значимость как для общества в целом, так и для ценностей и идентичностей, на которых общество основывается, а также для взаимоотношений Союза и его граждан».
В сентябре 2003 года восемь стран (Италия, Испания, Ирландия, Мальта, Польша, Португалия, Словакия и Чехия) сделали совместное заявление о необходимости присутствия христианства в тексте конституции. Эта инициатива была поддержана 82 членами Европарламента, а также петицией, подписанной 400 тысячами простых европейцев. Кроме того Чехия предложила включить в проект ссылки на древнегреческую философию, римское право, иудейские и христианские корни.
Впоследствии, представителям церквей и общественности удалось добиться включения в преамбулу конституции ссылки на «культурное, религиозное и гуманистическое наследие» Европы, в то время как они желали бы, чтобы соответствующая ссылка шла именно на Бога. В жёсткой оппозиции оказались Бельгия и Франция, увидевшие в предложенном угрозу принципу светскости государства и грозившие заблокировать весь процесс. Кроме того, часть противников усмотрела в упоминании христианства ограничение права на критику религий. Так, генсек Совета Европы, председатель Норвежского нобелевского комитета Турбьёрн Ягланд был уверен, что свобода слова «составляет суть европейской идентичности» и «если мы допустим компромиссы в вопросах свободы выражения мнений, будет поставлена на карту сама судьба нашей демократии».
Итоговый текст конституции без присутствия слова «христианство» всё же получил умеренное одобрение христиан. КОМЕСЕ заявила, что, упоминая о религиозном наследии Европы, «конституционный договор неявно признаёт преимущественный вклад христианства в становление современной Европы», а «однозначное использование христианского термина „церковь“» и уважение её особого вклада показывают, что «Союз демонстрирует осознание христианского наследия Европы». Папа Иоанн Павел II также высказался сдержанно:

Единство европейских народов, если ему суждено быть долговечным, не может быть только экономическим и политическим… Европейская идентичность была бы непонятной без христианства. Только Европа, которая не скрывает, а, наоборот, снова открывает свои христианские корни, сможет быть на высоте великих вызовов третьего тысячелетия.

Так или иначе, ратификация конституции ЕС странами-членами в дальнейшем провалилась, что привело в 2007 году к подписанию вместо неё Лиссабонского договора. Его касающиеся религии положения, впрочем, оказались практически идентичны статьям согласованной ранее конституции. В частности, там упоминается «религиозное наследие» Европы, декларируется уважение к особому статусу церквей и обещание вести с ними регулярный диалог — хотя для этого в ЕС не предусмотрено никаких структур и формальных обязательств.
Фиксируя окончательную позицию Евросоюза по религиозным вопросам, канцлер Германии Ангела Меркель при вступлении в должность председателя ЕС в 2007 году отметила:

Европейский Союз основан на ценностях, которые мы все разделяем — уважении к правам человека, свободе, справедливости, демократии и господстве закона — ценностях, постепенно развивавшихся на протяжении веков и во многом обязанных христианской традиции и Просвещению. Успех европейской интеграции будет всегда уходить своими корнями в эти ценности.

Ряд церковных иерархов, в том числе Папа Римский Бенедикт XVI, кардинал Курт Кох, высказали мнение о дехристианизации Европы.
Глава Центра политической конъюнктуры России Сергей Михеев заключает:

Европа последние пару сотен лет последовательно шла к полному отказу от своих христианских корней, а после Второй мировой войны этот процесс приобрёл тотальный характер. XX век ознаменовался фактически дехристианизацией Европы, причём совершенно сознательной и внедряемой как новая идеология.

Следующий Папа Римский придерживался схожей позиции.
Так, выступая в ноябре 2014 года в Страсбурге в Европейском парламенте, Папа Римский Франциск охарактеризовал Евросоюз как «усталую бабушку», имея ввиду, что он [Евросоюз] превратился в забюрократизированную организацию, неспособную генерировать новые идеи. В данном контексте, Папа критиковал ЕС, для которого бумаги и законы, не связанные с надеждами и требованиями европейцев, важнее самих людей.
Предыдущее выступление папы в Европарламенте состоялось 26 лет назад, в 1988 году, когда в Страсбурге с этой целью побывал Иоанн Павел II. Его тогдашняя речь была посвящена необходимости воссоединения разрозненной Европы. Все прошедшие с тех пор годы Святой Престол игнорировал неоднократные приглашения европарламентариев.
Однако, вместе с тем, по мнению советского и российского историка и политолога Юрия Ильича Рубинского, само по себе христианство и религия сыграли важную историческую роль в развитии западной цивилизации. В частности, в письменности и науке, искусстве, просвещении и образовании, развитии экономики и идеи социальной справедливости, а также медицине и гигиене. Современная интерпретация роли христианства в развитии Европейского союза отличается по ряду вопросов. В частности, в вопросах полового воспитания, брака и семейных отношений.

## Оценки тенденций

### Прогресс
Член правления Национального немецкого фонда, профессор Свободного университета Берлина Эккарт Штратеншульте отмечает, что «свобода выбирать — это принципиальный вопрос европейских ценностей, в то же время, европейская интеграция — это единственная возможность жить в мире и согласии с соседями из ЕС». Он также заявил, что «Европейский союз, несомненно, представляет собой историю успеха XX века».
Президент Эстонии Тоомас Хендрик Ильвес утверждает, что право быть гражданином Евросоюза означает обязанность быть европейцем, для чего следует обязательно разделять те ценности, на которых базируется нынешняя Европа, уважать их и руководствоваться ими в жизни.
Комментаторы The Guardian делают вывод, что Европе становится всё более остро необходима популяризация объединяющих её ценностей, чтобы преодолеть нарастающее отчуждение её граждан.
Эксперты указывают, что Евросоюз построен на принципах свободного движения товаров, услуг, труда и капитала; равных прав граждан; равенства членов, а также значительных финансовых трансфертов от богатых регионов к бедным.
Советский и российский историк и политолог Юрий Ильич Рубинский в одном из своих трудов отмечает, что в ценностном отношении европейцы всегда сохраняли, несмотря на раздиравшие их конфликты, чувство принадлежности к одному и тому же цивилизационному ареалу.
Роланд Бергер, почётный председатель Roland Berger Strategy Consultants, в своей речи на церемонии награждения баварским орденом «За заслуги», которую публикует Frankfurter Allgemeine Zeitung, заявляет, что во всём мире люди хотят больше достоинства, свободы, законности, поэтому весь мир, глядя на впечатляющие достижения Европы, настолько «очарован» европейскими ценностями и доверяет им, что молодёжь разных стран готова за них бороться, рискуя жизнями. Роланд Бергер, впрочем, признаёт, что к Европе утрачивается доверие и это тяжело переживается, но считает, что сомнению подвергаются не европейские идеалы, а их практическая реализация. То есть отсутствие доверия — не причина проблем в Европе, а их следствие. Поэтому стоит совершенствовать управление ЕС, это придаст больше уверенности европейцам. Социолог также утверждает, что ценности европейской цивилизации доминируют повсюду. В подтверждение он называет имена Нельсона Манделы, Аун Сан Су Чжи, упоминает события на площади Тяньаньмэнь, на улицах Стамбула и Сан-Паулу, а также на площади Тахрир в Каире, где были плакаты с надписями «Спасибо, Европа!».

### Деградация
Кандидат политических наук, эксперт МГИМО Николай Юрьевич Кавешников отмечает, что неспособность ЕС выступать скоординировано на международной арене и несогласованность в контексте европейских ценностей служат одними из базовых предпосылок большинства сценариев по дезинтеграции и деградации как самих европейских ценностей, так и ЕС в целом.
Так, например, премьер-министр Нидерландов Ян Петер Балкененде в 2004 году указывал:

Европейский союз, кажется, испытывает всё больше трудностей в нахождении устраивающих всех решений возникающих разногласий. Светлый идеал, к которому во время Второй мировой войны и после неё столь страстно, иногда рискуя собственной жизнью, стремились многие люди, сейчас в глазах некоторых утратил свой блеск. Что такое Европа? Европа — это культурные, духовные и моральные ценности, которые необходимо постоянно подкреплять.

Французский политолог Доминик Моизи отмечает, что прежние представления о реализации классических европейских ценностей уходят в прошлое.
Министр культуры Российской Федерации и публицист Владимир Мединский и вовсе отрицает наличие европейских ценностей как таковых.
Президент Ирана Хасан Рухани с трибуны Генеральной Ассамблеи ООН предупреждает:

Игнорирование различий между культурами и глобализация европейских ценностей как единственно правильных и универсальных подразумевает несправедливое деление мира на лучших и низших. Такое мировосприятие порождает насилие.

### На русском языке
- Хартия Европейского Союза об основных правах: Комментарий. / под ред. д.ю.н., проф. С. Кашкина. — М.: Юриспруденция, 2001.
- Баткин Л. М. Европейский человек наедине с собой: очерки о культурно-исторических основаниях и пределах личностного самосознания. — М., 2000. — 1005 с.
- Борко Ю. А. От европейской идеи — к единой Европе. — М.: ИД «Деловая литература», 2003. — 464 с.
- Деррида, Ж.; Хабермас, Ю. Наше обновление после войны: второе рождение Европы Архивная копия от 4 октября 2013 на Wayback Machine // Отечественные записки. — 2003. — № 6. — С. 98—105.
- Керни, Р. Диалоги о Европе. — М.: Изд. «Весь мир», 2002. — 320 c.
- Кокка, Ю. Границы Европы и идентичность // Пер. с нем. Е. В. Безмен. — М.: РГГУ, 2007. — 310 с.
- Куденхове-Калерги, Р. Пан-Европа Архивная копия от 6 октября 2013 на Wayback Machine. — М.: Вита Планетаре, 2006.
- Малинова О. Ю. Россия и Запад в XX веке: трансформация дискурса о коллективной идентичности. — М.: Росспэн. 2009. — 189 с.
- Нойманн, И. Использование «Другого»: образы Востока в формировании европейских идентичностей. — М.: Новое издательство, 2004. — 336 c.
- Рубинский Ю. И. Европейские ценности Архивная копия от 2 октября 2013 на Wayback Machine. // Доклады Института Европы РАН. — № 189. — М.: Институт Европы РАН: Рус. сувенир, 2007.
- Семененко, И.; Лапкин, В.; Пантин, В. Идентичность в системе координат мирового развития // Политические исследования. — 2010. — № 3.
- Фуше, М. Европейская республика: исторические и географические контуры. — М.: Международные отношения, 1999. — 168 c.
- Чубарьян, А. Европейская идея в истории. Проблемы войны и мира. — М., 1987. — 352 с.
- Швиммер, В. Мечты о Европе. Европа с середины XIX века до рубежа третьего тысячелетия. — М.: Олма-пресс, 2003. — 383 с.
- Эмерсон, М. Экзистенциональная дилемма Европы Архивная копия от 4 октября 2013 на Wayback Machine // Вестник Европы. — 2005. — № 15.
- Ярошенко, Л. Европейский союз: ценности или интересы Архивная копия от 4 октября 2013 на Wayback Machine? // Безопасность Евразии. — 2009. — № 1(35)
- Ярошенко, Л. «Разрыв ценностей» в политическом диалоге Россия — Европейский союз (1994—2010) // Диссертация на соискание учёной степени кандидата политических наук. — М.: Институт Европы РАН, 2011.

### На других языках
- Declaration on European Identity Архивная копия от 4 октября 2013 на Wayback Machine (Copenhagen, 14 December 1973). — Bulletin of the European Communities, December 1973, No 12. — Luxembourg: Office for official publications of the European Communities. — P. 118—122.
- Boer, P.; Bugge, P.; Wæver, O. The History of the Idea of Europe (What is Europe?) — Routledge. — 216 p.
- Cerutti, F. Constitution and political identity in Europe // Postnational constitutionalisation in the enlarged Europe: foundations, procedures, prospects. Ed. by U. Liebert. — Baden-Baden, 2005.
- Cerutti, F. Towards the political identity of the Europeans: an Introduction // A soul for Europe. On the political cultural identity of the Europeans. Ed. by F. Cerutti, E. Rudolph. — Leuven, 2001. — Vol. 1 — P. 17
- Loth, W. Identity and Statehood in the Process of European Integration // Journal of European Integration History. — 2000. — No. 6. — P. 19—31
- Pagden, A. The Idea of Europe: From Antiquity to the European Union / Woodrow Wilson Center Press series. — Cambridge: Cambridge University Press. — 392 p.
- Schwarzmantel, J. Citizenship and identity: Towards a new Republic. — New York: Routledge, 2003. — 200 p.
- Strath, B. A European Identity: to the historical limits of a concept // European Journal of Social Theory. — 2003. — No. 5. — P. 387—401.
- Wight, M. Western Values in International Relations // In H. Butterfield and M. Wight eds., Diplomatic Investigations — London: Allen and Unwin, 1966.
- Williams, A. The Ethos of Europe: Values, Law and Justice in the EU Архивная копия от 4 октября 2013 на Wayback Machine. — Cambridge: Cambridge University Press, 2010. — 320 p.